# Peter Schwickerath

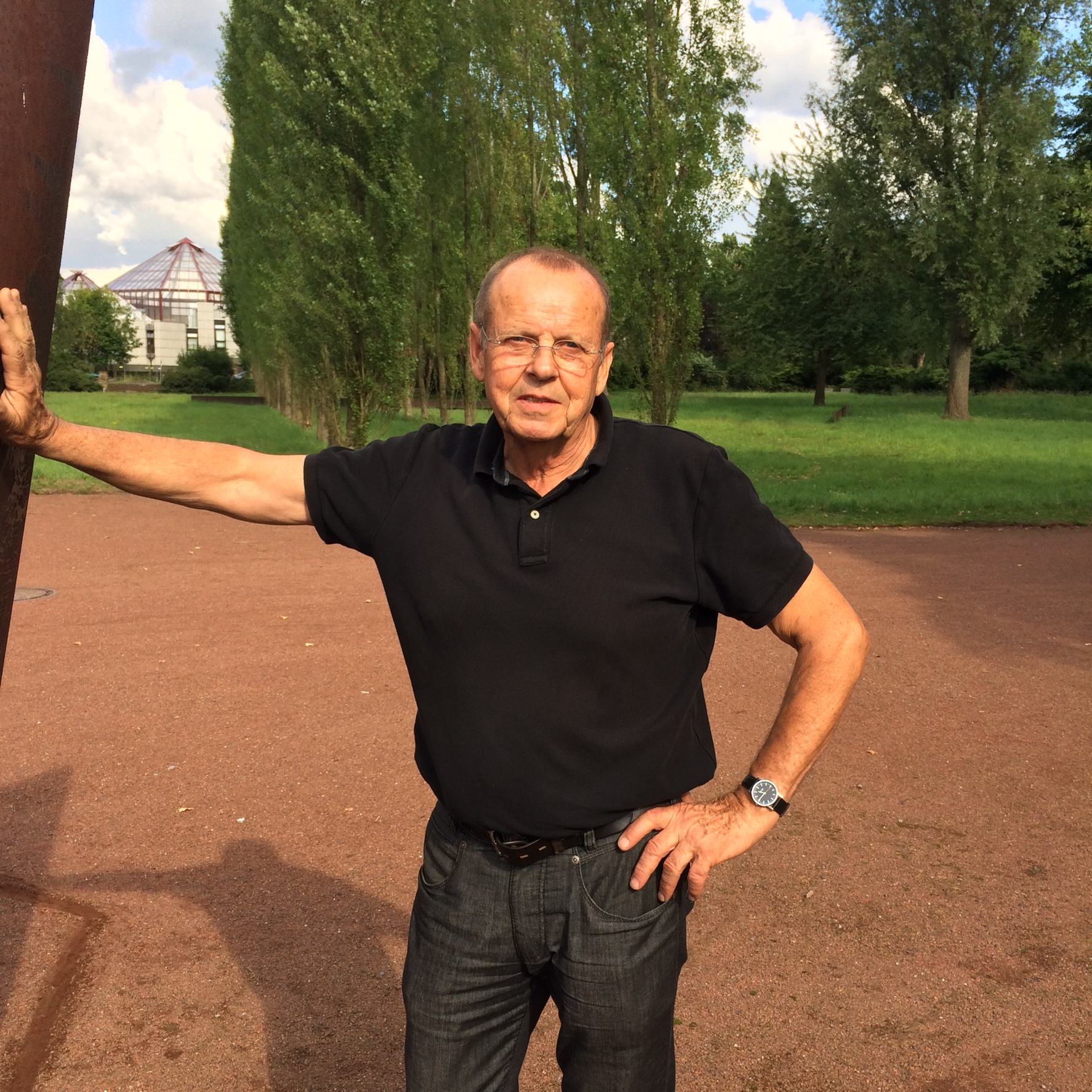
Peter Schwickerath

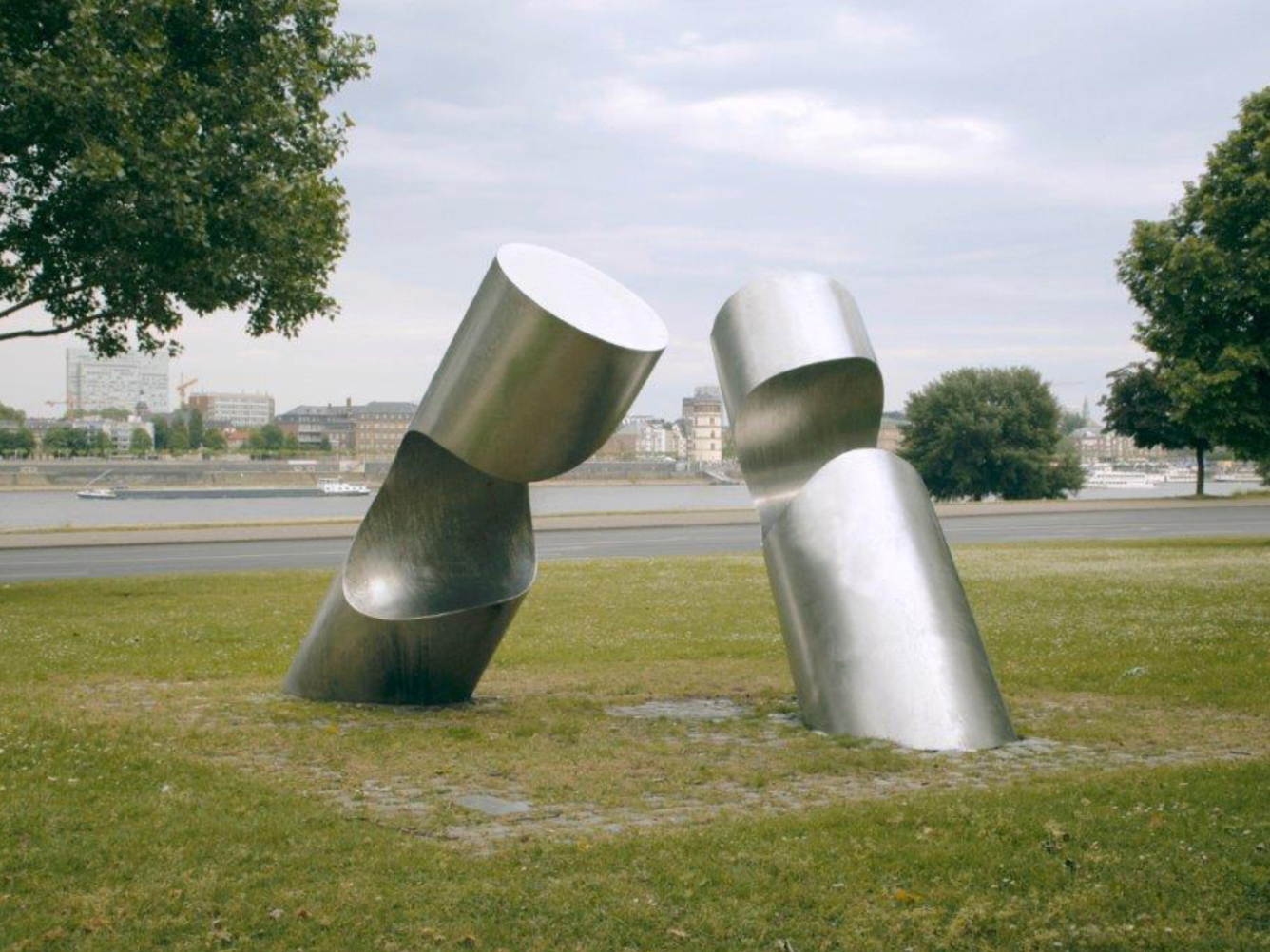
Plastik Durchdringung 78, Edelstahl 3,00 × 3,00 × 3,00 m, Düsseldorf-Oberkassel Rheinwiesen

Peter Schwickerath (* 2. November 1942 in Düsseldorf) ist ein deutscher Bildhauer.

## Biografie
Geboren 1942 in Düsseldorf, studierte Peter Schwickerath ab 1964 in der Bildhauer-Klasse von Adolf Wamper an der Folkwang-Schule für Gestaltung in Essen. 1965 wurde er Assistent des Bildhauers Curt Beckmann. 1966 wechselte Schwickerath an die Kunstakademie Düsseldorf und studierte dort Bildhauerei bei Manfred Sieler und Norbert Kricke.
Seit 1968 ist Peter Schwickerath als freischaffender Bildhauer mit eigenem Atelier selbstständig tätig.

1988, anlässlich der 700-Jahr-Feier Düsseldorfs, Organisator der „Kunstachse – Skulptur D-88“, bei der mehr als 40 Objekte zwischen Altstadt und Ehrenhof aufgestellt wurden. Einige (wenige) davon verblieben an Ort und Stelle.

„Die Ausstellung Skulptur D-88 – Eine Kunstachse zwischen Kunsthalle, Kunstsammlung NRW, Kunstakademie, Kunstmuseum und Kunstpalast – ca. 1,5 km lang – ein Beitrag von ca. 40 Düsseldorfer Künstlern zum Stadtjubiläum – Veranstalter: Verein zur Veranstaltung von Kunstausstellungen e. V. – verantwortlich für Organisation, Ausstellung und Katalog: Peter Schwickerath“

1981 bis 1982 Idee und Organisation: Das ambulante Museum I + II, der Stinnes AG, Mülheim an der Ruhr.

„das ambulante museum fand 2 mal Anfang der 1980er Jahre in der Stinnes AG, Mülheim statt. das ambulante museum ist der Versuch, zeitgenössische Kunst zugänglicher zu machen. Der Betrachter braucht in diesem Fall nicht ins Museum zu gehen, sondern das Museum kommt zu ihm an den Arbeitsplatz und so die Kunst aus dem behüteten musealen Raum in die selbstverständliche Umwelt des Alltags. das ambulante museum stellt einen Ausschnitt der Arbeit von Düsseldorfer Künstlern dar, die sich zu diesem Konzept zusammengefunden haben.“

Peter Schwickerath lebt und arbeitet in Düsseldorf und Uruguay.

## Werk
Das Verhältnis von Masse und Raum, Volumen und Raum und die Wirkung von Flächenrichtungen im Raum, ist das Thema seiner Arbeiten. Die Fläche als Begrenzung des Körpers, die Linie beim Zusammentreffen von Körperflächen, sowie die Farbe und Struktur des Materials sind die Mittel. Peter Schwickerath bevorzugt eindeutig definierte Formen für seine Metallplastiken, wie die quadratische Säule und den Zylinder. Diese haben, in ihrer unterschiedlichen Anordnung und im Wechselspiel von Masse und Volumen, das Ziel, räumliche Bezüge darzustellen und erkennbar zu machen. Schwickeraths besonderes Interesse gilt der Vielfalt der Möglichkeiten in der formalen Einfachheit und Strenge.

„Stahl ist sein bevorzugtes Material, mit dem er seit Jahren arbeitet. In technisch aufwändigen Prozessen faltet und biegt er scheinbar mühelos Schwarzblech, Walzstahl und Edelstahl. […] Leicht und elegant wirkt die „Große Bodenfaltung“ aus nur 10 Millimeter dünnem Edelstahl […]. Zwei unterschiedlich lange Elemente sind im rechten Winkel zueinander angeordnet, wobei das lange Teil vertikal in den Raum ragt, während das kürzere flach am Boden liegt. Der Treffpunkt der beiden Seiten wird durch eine Faltung gekennzeichnet.[…] Der industrielle Charakter des Walzstahls liegt Schwickerath näher. Bei eher kleinen Objekten stellt er gradlinige und gebogene Formen in ein reizvolles Spannungsverhältnis. Biegungen brechen die strenge Gradlinigkeit immer wieder auf.[…] In seinen jüngsten Arbeiten schichtet und steckt der Künstler massive Stahlträger zu markanten Wand- und Bodenplastiken. So klar strukturiert sie auch erscheinen, geben sie nicht alle Geheimnisse preis. Trotzdem haben die Arbeiten viel zu sagen – und zwar auch jenseits aller Grübelei über ausgereizte Neigungswinkel.“

Zahlreiche Groß-Skulpturen befinden sich öffentlichen Raum, in Skulpturen-Parks im In- und Ausland, sowie privaten Sammlungen. Ende 2015 gingen sechzig seiner Arbeiten, insgesamt 20 Tonnen Kunst aus Stahl, auf dem Seeweg für eine Schau außerhalb Europas nach Uruguay. Die Ausstellung fand im Januar 2016 im Skulpturenpark der Fundación Pablo Atchugarry statt.

## Galerie

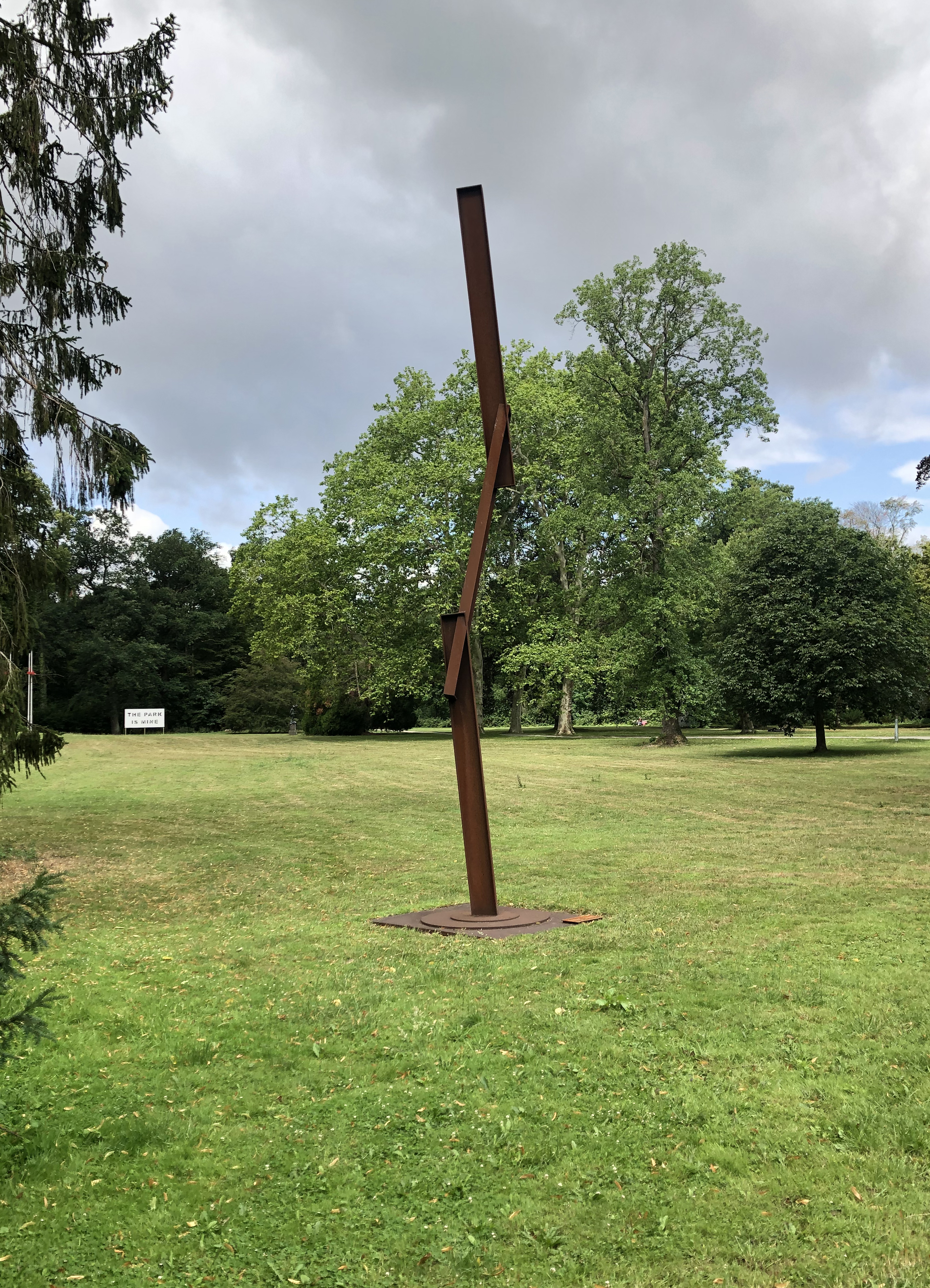
Dreiteilige Vertikale 2014, seit 2019 im Lantz’schen Park, Düsseldorf-Lohausen
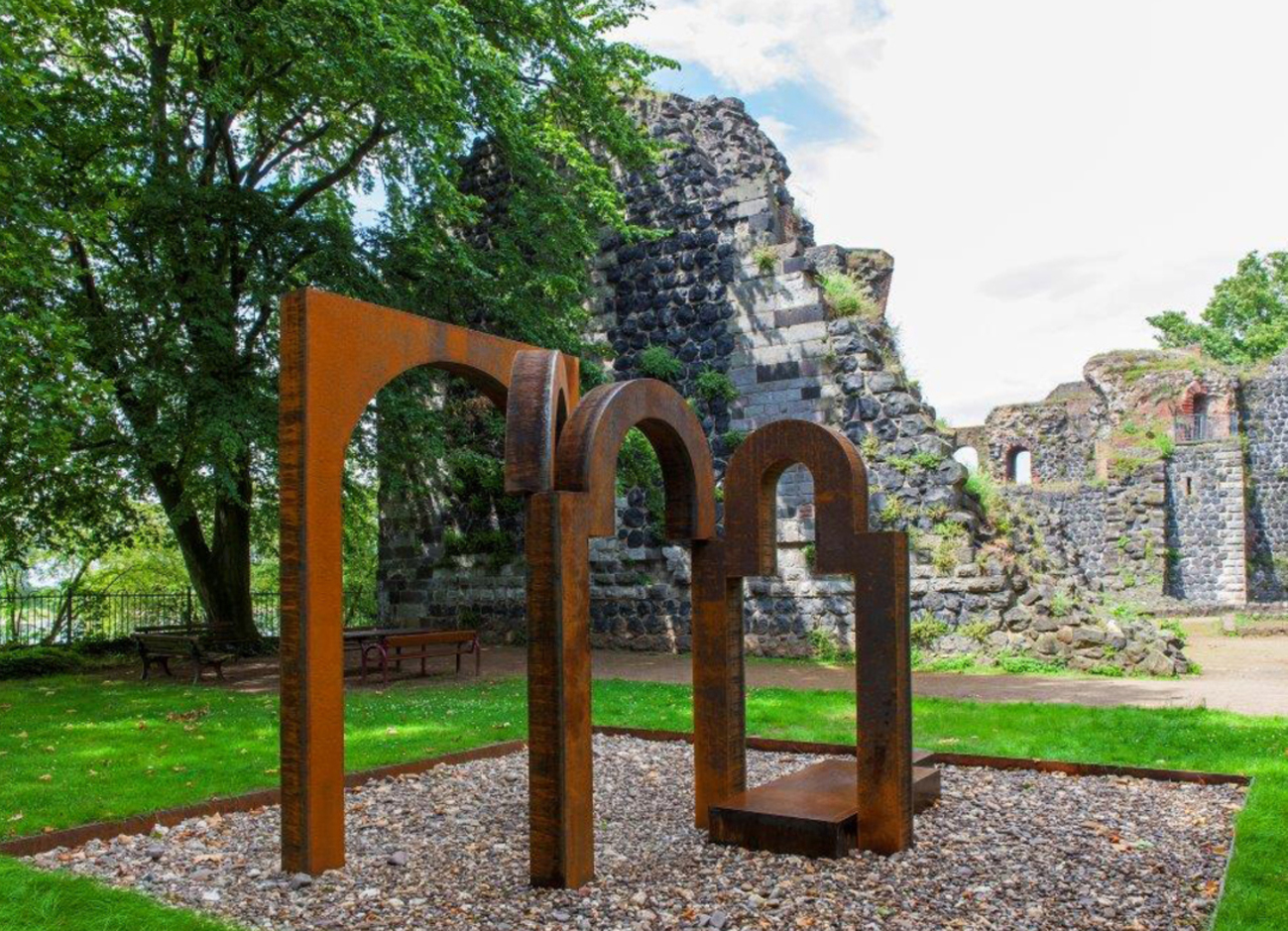
Im Kontext 2014, Düsseldorf, Kaiserpfalz Kaiserswerth
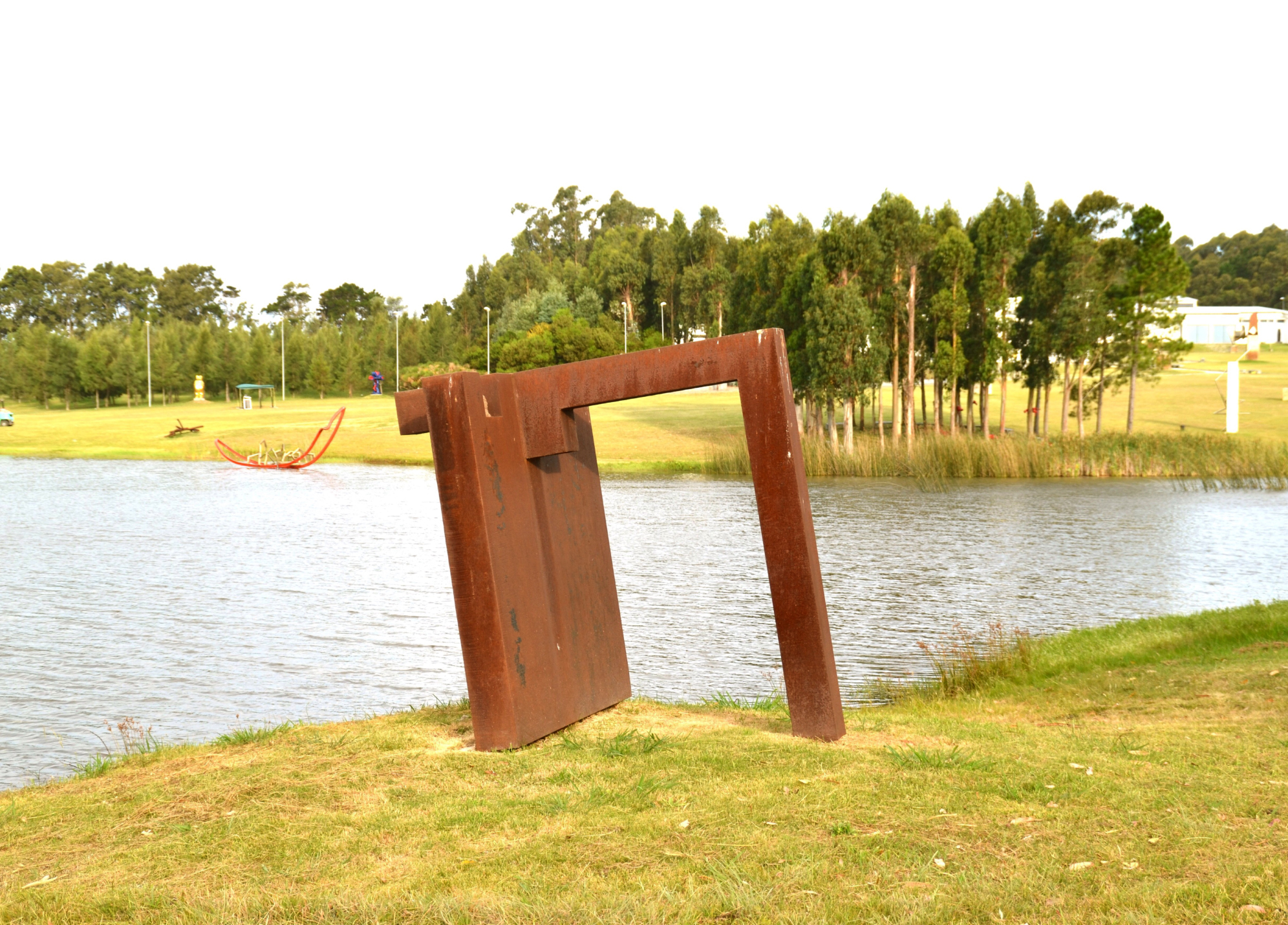
Plastik Stahl IX 96 Fundación Pablo Atchugarry, Punta del Este, Uruguay
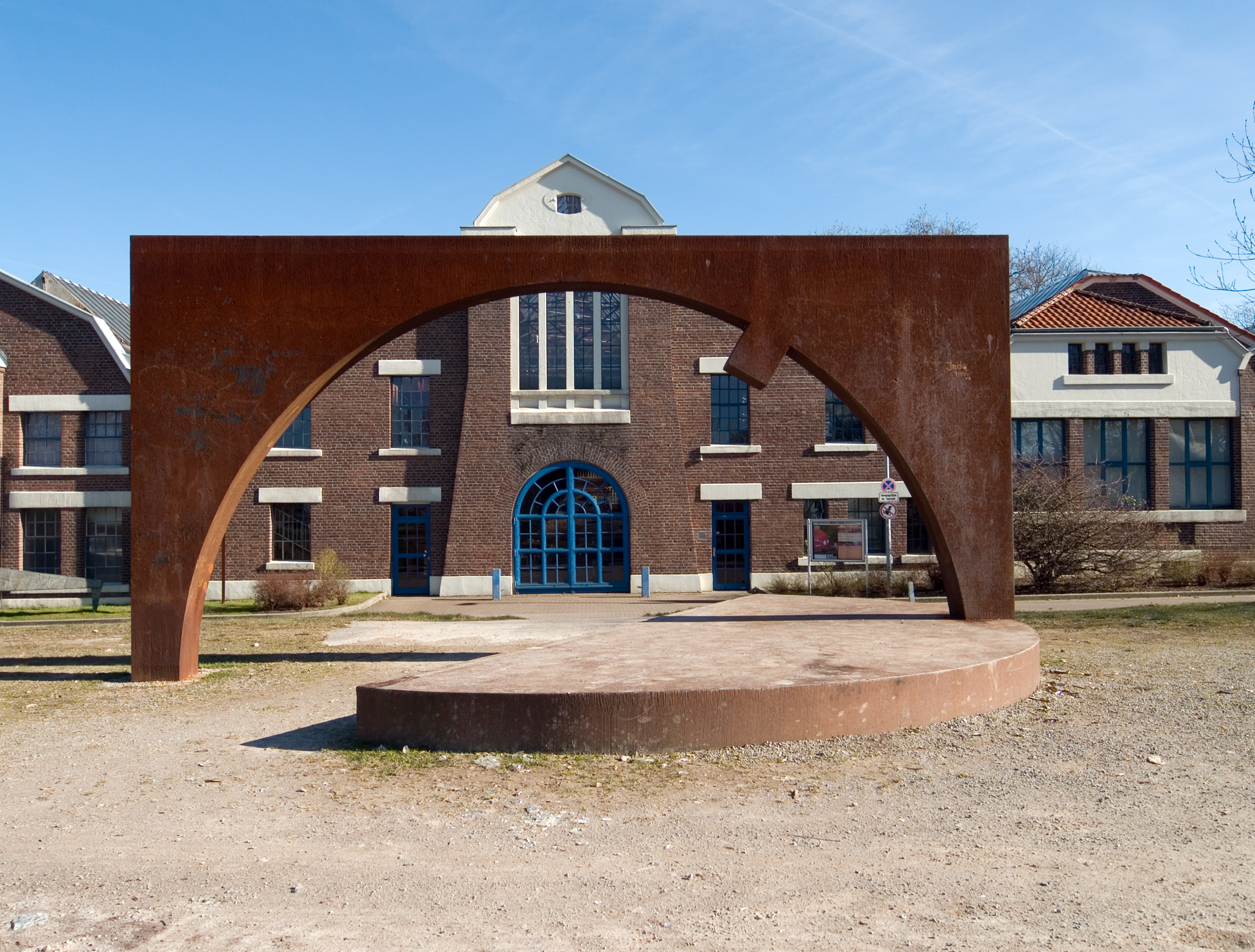
Stahlschnitt 2004, Flottmann-Hallen in Herne
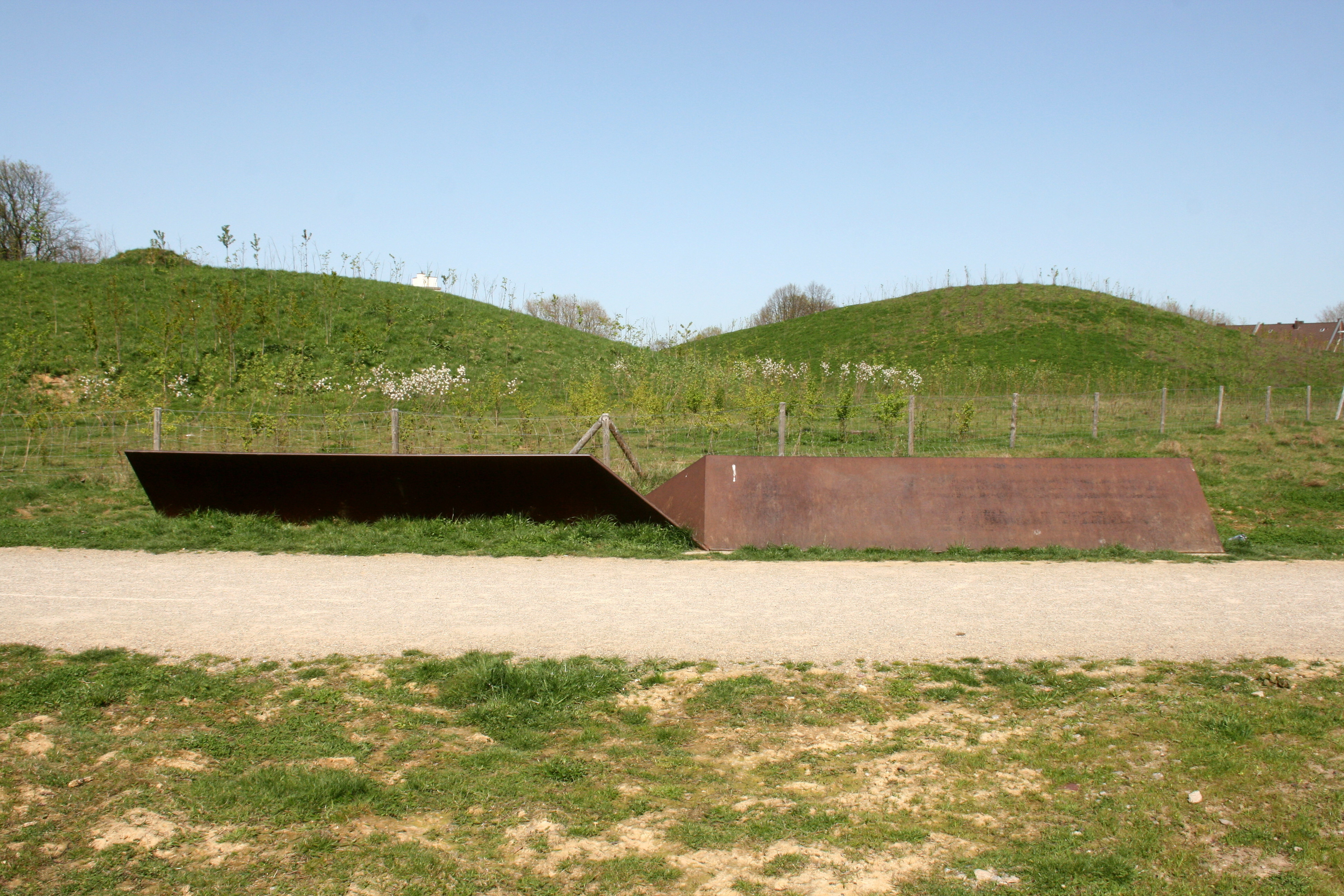
Faltung Skulpturenpark Flottmann in Herne
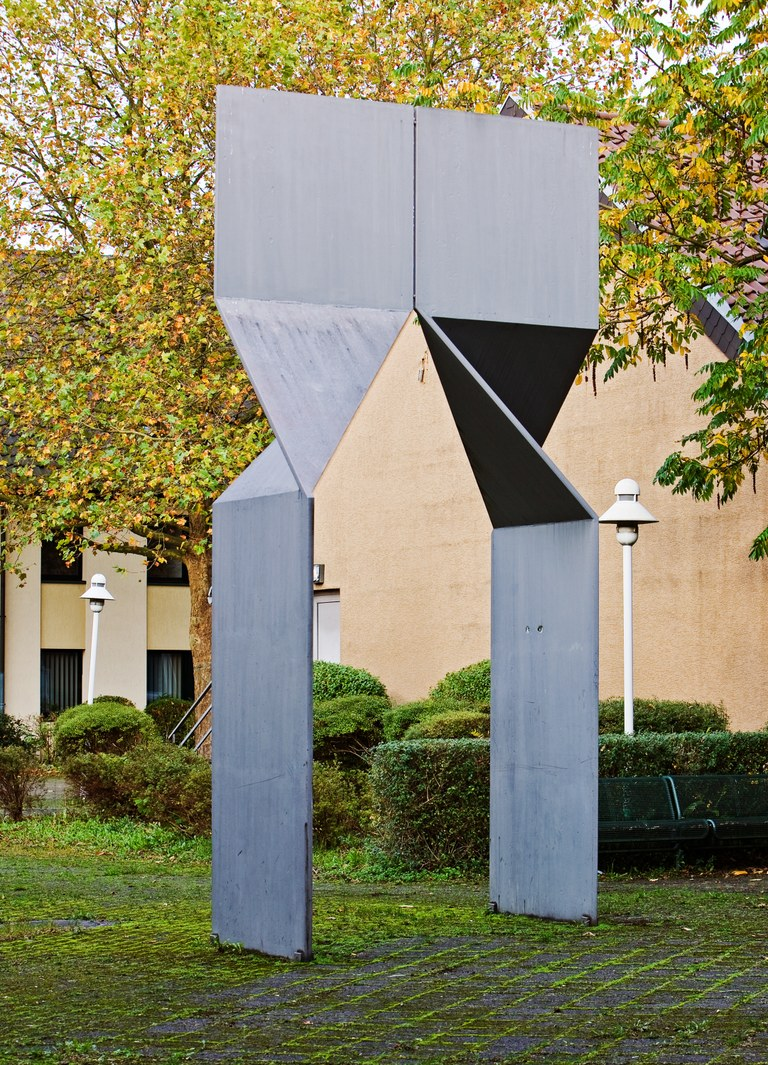
Doppelfaltung 1989, Stahl verzinkt, Hochschulcampus Unna
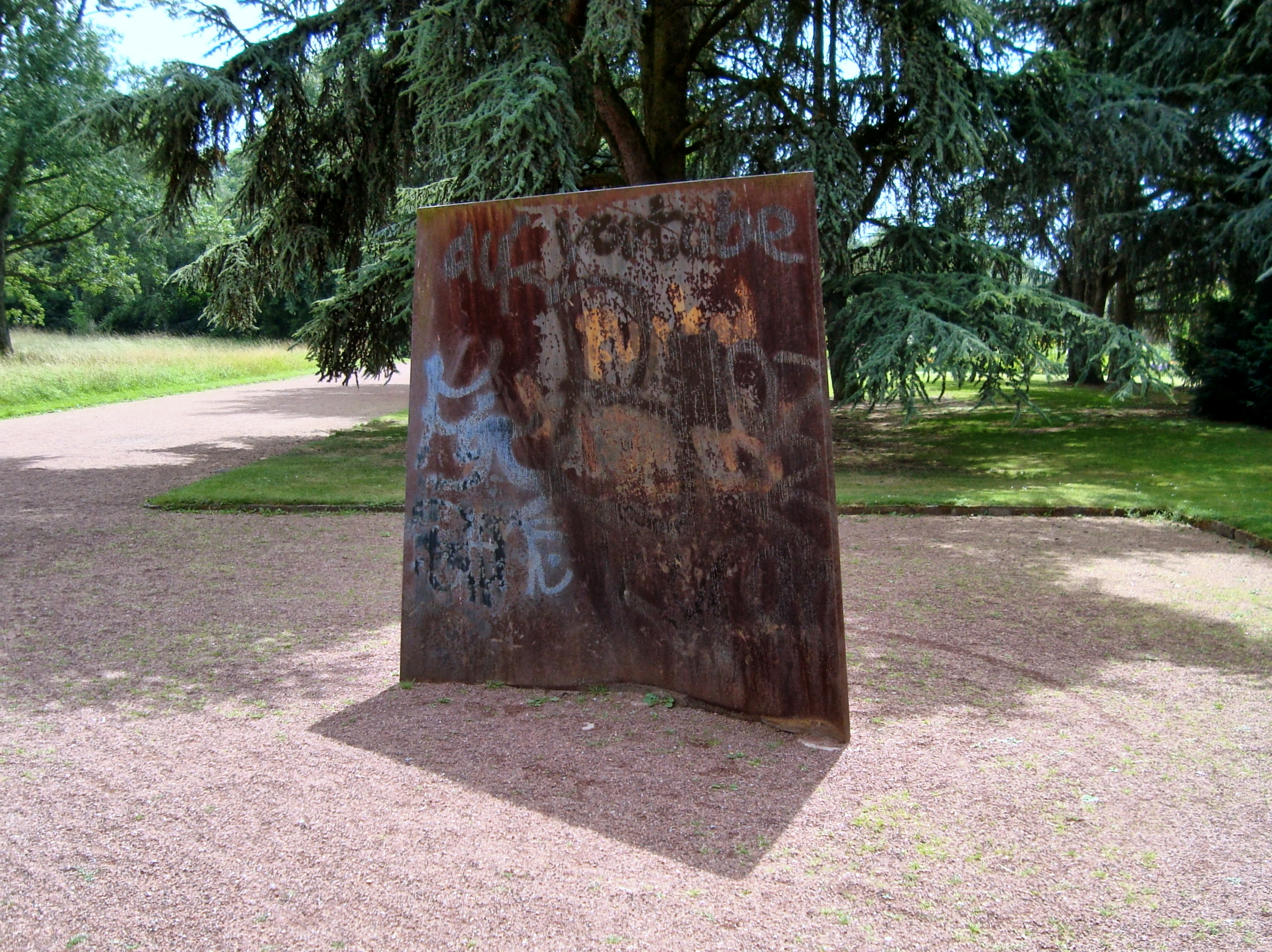
Knickung 1987, Nordpark Düsseldorf
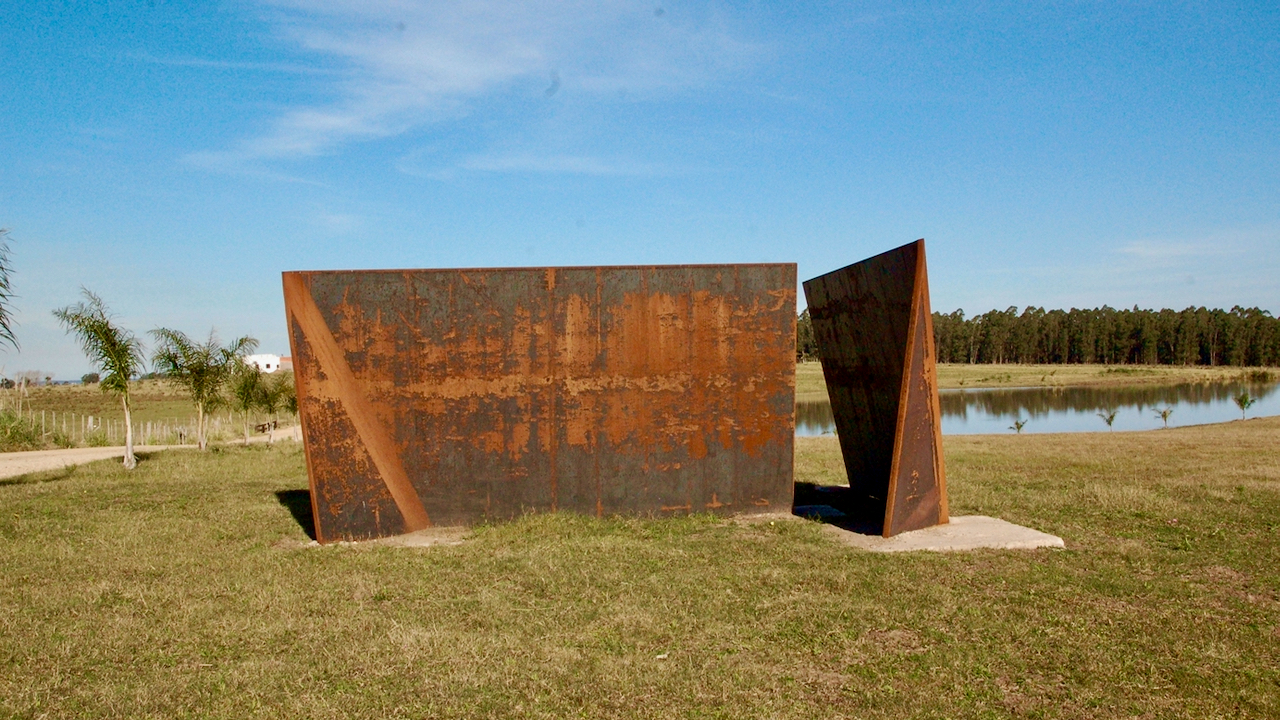
„Knickung“ 2014, Garzón Skulpturen Park, Uruguay
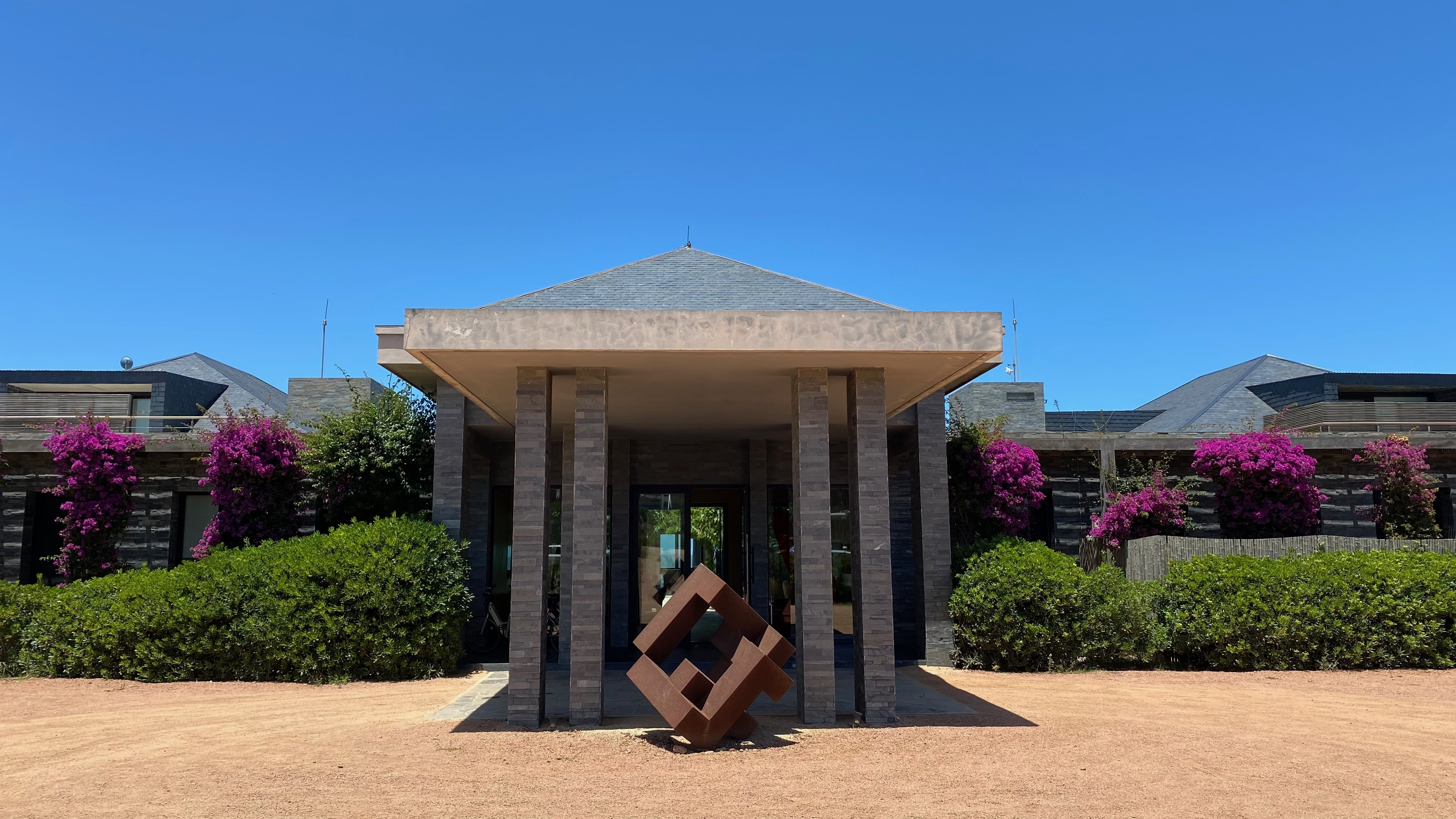
Modulare Schweisskonstruktion 1978, vor dem La Susana am Playa Mansa Strand, José Ignacio, Uruguay

## Groß-Skulpturen im öffentlichen Raum
- Düsseldorf: Oberkassel Rheinufer, Nordpark, Kaiserpfalz Kaiserswerth
- Blomberg: Amts und Landgericht
- Arnsberg: Regierungspräsidium
- Mülheim an der Ruhr: Deutsche Post, Hauptbahnhof Mülheim
- Herne: Skulpturenpark Flottmann-Hallen
- Ahlen: Skulpturenpark Kunstmuseum
- Marl: Skulpturenprojekt
- Lehnin: Oberfinanz-Akademie, „Bogenskulptur“, 1997, Schmiedeplastik 8 m × 5 m × 3 m, 45 cm Vierkant
- Göppingen: Christophsbad
- Unna: Hochschulcampus[3]
- El Chorro, Uruguay: Fundación Pablo Atchugarry
- Punta del Este, Uruguay: La Consentida
- Garzón, Uruguay, Garzón Skulpturen Park: „Knickung“, 2014, aus 5 cm dickem Walzstahl
- José Ignacio, Uruguay, vor dem La Susana: „Modulare Schweisskonstruktion 1978 Variante III“, Cortenstahl

weitere Großskulpturen in privaten Sammlungen, darunter in Italien die Plastik „Faltung“ von 1988, eine Stahlstele 4 × 0,80 × 0,80 m

## Ausstellungen
- 1967: Modehaus Heinemann, Düsseldorf
- 1968: Winterausstellung, Museum Kunstpalast, Düsseldorf
- 1969: Plastiken und Grafiken, Altes Kino Düsseldorf-Lohausen
- 1970: Skulptur, Knoll International, Düsseldorf
- 1972: Winterausstellung Museum Kunstpalast, Düsseldorf
- 1973: Forum Junger Kunst, Kunsthalle Recklinghausen
- 1974: Kunst in der Stadt, Stadthalle Solingen
- 1975: Nachbarschaft, Kunsthalle Düsseldorf
- 1977: 50 Künstler aus NRW, Cultureel Centrum, Venlo
- 1977: Grands et Jeunes du aujourd’hui, Grand Palais, Paris
- 1977: Das Revier als Faszination?, Schloss Oberhausen
- 1978: Drei Bildhauer in der Villa Engelhardt, Düsseldorf
- 1978: 100 deutsche Künstler, Krakau, Polen
- 1981: Skulptur Drei mal Drei, Stadtmuseum Landeshauptstadt Düsseldorf
- 1982: Vier Düsseldorfer Bildhauer, Skulpturenmuseum Glaskasten, Marl
- 1983: Plastiken, Stadtgalerie Altena
- 1984: 80 von 400 Künstlern in der Mathildenhöhe, Darmstadt
- 1985: Art 16' 85, Basel, Schweiz
- 1986: Plastiken Thyssengas, Duisburg
- 1986: Vebiskus Kunstverein, Schaffhausen, Schweiz
- 1987: Westdeutscher Künstlerbund, Hagen
- 1988: Kunstverein und Städtisches Museum, Wesel
- 1988: Galerie Art and be, München
- 1990: Schwarz konkret, Städtische Galerie, Lüdenscheid
- 1991: Plastiken 91 Xylon, Museum Schwetzingen
- 1992: Skulptur und Grafik, Kunstverein, Schwelm
- 1993: Skulptur und Grafik, Galerie Fochem, Krefeld
- 1994: Westdeutscher Künstlerbund, Kunsthalle Recklinghausen
- 1996: Skulptur und Zeichnung, Kunstmuseum Ahlen
- 1996: Skulptur und Zeichnung, Städtische Galerie Lüdenscheid
- 2000: Galerie am Eichholz, Murnau
- 2001: Galerie Fochem, Krefeld
- 2001: Westdeutscher Künstlerbund, Museum Bochum
- 2002: Perspektiven II, Galerie Meißner, Hamburg
- 2003: Egon Zehnder International, Hamburg
- 2004: Stahlskulptur außen, Flottmann-Hallen, Herne
- 2004: FERRUM, Zeche Unser Fritz, Herne
- 2005: Galerie Fochem, Krefeld
- 2005: Galerie am Eichholz, Murnau
- 2006: 3. Schweizerische Triennale der Skulptur, Bad Ragaz, Schweiz
- 2007: Städtisches Museum, Kalkar
- 2007: Leicht und schwer, Galerie Feder, Murnau
- 2009: 4. Schweizerische Triennale der Skulptur, Bad Ragaz, Schweiz
- 2010: Die Grosse Düsseldorf
- 2010: Landpartie, Westdeutscher Künstlerbund,
- 2010: Skulpturenpark, Flottmann–Hallen, Herne
- 2011: Galerie Fochem, Krefeld
- 2011: Blickachsen 8, Bad Homburg
- 2011: Galerie 15a, Lochem, Niederlande
- 2011: Stahlzentrum, Düsseldorf
- 2011: Die Grosse, Düsseldorf
- 2011: Metall konkret, Galerie St. Johann, Saarbrücken
- 2012: Galerie 15a, Lochem, Niederlande
- 2013: Galerie 15a, Lochem, Niederlande
- 2014: Kunstverein Onomato, Düsseldorf
- 2014: Stahlplastik in Deutschland – gestern und heute, Kunstverein Wilhelmshöhe, Ettlingen
- 2015: Flottmann–Hallen, Herne
- 2015: Galerie Fochem, Krefeld
- 2016: Juego de Austeras Formas en Acero‘, Skulpturenpark Fundación Pablo Atchugarry, Landstraße 104 in der Nähe Punta del Este, Uruguay[4]
- 2019: Galerie Werft 77, Düsseldorf-Holthausen (zusammen mit Andreas Bee)
- 2021: Skulpturen und Objekte im Raum, Schloss Neersen
- 2022: 3.452 m3, 5 Düsseldorfer Künstler, Künstlerzeche Unser Fritz, Herne
- 2022/2023: Sonderausstellung für Mitglieder und Gastkünstler des Westdeutschen Künstlerbundes (Beteiligung), Schloss Moyland
- 2024: Stahl. Konkret. Gegenüberstellungen mit Werken von Carlernst Kürten in der Alte Heide-Schule, Unna
- 2024: Ferrum, Galerie Beck & Eggeling, Düsseldorf